# Best (Automobilhersteller)
Best war ein französischer Hersteller von Automobilen.

## Unternehmensgeschichte
Das Unternehmen aus Courbevoie begann 1921 mit der Produktion von Automobilen. Der Markenname lautete Best. Im gleichen Jahr endete die Produktion. Eine andere Quelle gibt den Produktionsort mit Asnières-sur-Seine und den Bauzeitraum mit 1919 bis 1923 an.

## Fahrzeuge
Das einzige Modell war ein Tourenwagen. Ein Vierzylindermotor von Janvier, Sabin et Cie mit 1944 cm³ Hubraum war vorn im Fahrzeug eingebaut und trieb die Hinterachse an.